# Hockey Sarzana
Hockey Sarzana és un club d'hoquei sobre patins italià de la localitat de Sarzana, a la regió de la Ligúria. Va ser fundat l'any 1993 i actualment, des de l'any 2009, milita a la SerieA1 italiana.
Al llarg de la seva història ha guanyat en dues ocasions la Federation Cup italiana, els anys 2018 i 2019, en ambdues ocasions vencent a la final al Hockey Bassano.
L'any 2022 guanya el seu primer gran títol a nivell nacional al imposar-se a la Copa Italiana, derrotant al HC Forte dei Marmi a la final disputada precisament a Forte dei Marmi.
A nivell europeu, l'equip ha estat finalista en dues ocasions de la Copa de la CERS, on en totes dues ocasions va caure derrotat pel Lleida Llista Blava, l'any 2019 a Lleida per 6 a 3 i l'any 2021 a Andorra la Vella per 5 a 3.

## Palmarès
- 1 Copa Italiana: 2022
- 2 Federation Cup: 2018 i 2019